# Henggart
Henggart é uma comuna da Suíça, no Cantão Zurique, com cerca de 1.821 habitantes. Estende-se por uma área de 3,01 km², de densidade populacional de 605 hab/km². Confina com as seguintes comunas: Dägerlen, Hettlingen, Humlikon, Neftenbach.
A língua oficial nesta comuna é o Alemão.